# Кривеле (Асти)
Кривеле је насеље у Италији у округу Асти, региону Пијемонт.
Према процени из 2011. у насељу је живело 301 становника. Насеље се налази на надморској висини од 279 м.